# とくせん
とくせんは、2008年度に毎週土曜日未明（金曜日深夜）の『EYES』枠で放送されたNHK総合テレビジョンの番組。
ここでは、『とくせんETV』『ワンセグとくせん』についても、併せて述べる。

## とくせん (2008年度)

### 概要
- NHKの総合以外のテレビジョン放送媒体で過去に放送されていた若者向けの番組を再構成したり、あるいは今後放映を計画している番組の中から特に注目される番組を取り上げて、そのダイジェストを放送。
- 番組では神田愛花がアバター（その分身）「aika」とともに案内役を務めた。アバターの声も神田自身が担当。
- テレビの完全デジタル化とも関係するNHK大改革の中におけるEYES枠そのものの見直しにより、1年で幕を閉じた。

### 放送日時
総合テレビ　土曜日 0:10 - 原則0:45（金曜日深夜）
終了時間は作品によって異なった。

### スタッフ
- 進行・アバター：神田愛花
- プロデューサー：坂本琢也（ビッグタウンズ）
- ディレクター：徳田淳（アイギス）、鎌田恭彦
- 音効：せきやこうぞう（音楽探険隊）
- CG：佐々木あゆみ、井口真耶（ともにビッグタウンズ）

## とくせんETV・ワンセグとくせん (2009年度)

### 概要
- 放送開始50周年を迎えた教育テレビのPRに特化した番組に生まれ変わった。
- 教育テレビの番組に出演しているタレントなどが月替わりで案内役を務める。ナレーション担当は岩田まこ都。
- 『ワンセグとくせん』は、2009年4月6日開始のワンセグ単独編成“NHKワンセグ2”で放送される番組から採り上げる。月曜日から木曜日付けの教育テレビの最終番組として放映されているが、新聞の番組表ではメンテナンス期間などで教育テレビの放送が短縮される場合を除き掲載されていない（最終番組が「NHK高校講座」のアンコール番組とされているため）
- 2010年度は、後継番組として『歌うコンシェルジュ』が放送されている（関西地方は金曜日のみ未放送）。

### 案内役
- 2009年4月…西城秀樹（『月刊やさい通信』生徒）
- 2009年5月…髭男爵（『テレビでフランス語』生徒）
- 2009年6月…酒井法子
- 2009年7月…安めぐみ（『サイエンスZERO』司会）
- 2009年8月…多岐川華子（『趣味の園芸』「フルール」コーナーキャスター）
- 2009年9月…安達祐実
- 2009年10月…城島茂
- 2009年11月・12月…小野真弓（『住まい自分流アルファ』出演者）
- 2010年1月…山口翔悟
- 2010年2月…パパイヤ鈴木（『となりの子育て』ナレーション）
- 2010年3月…増田英彦（『テレビでハングル講座』生徒）

### 放送日時
とくせんETV
総合テレビ　金曜日 10:05 - 11:00
関西地方は『とびきり』を放送。
ワンセグとくせん
教育テレビ　火曜日〜金曜日 2:40 - 2:50（前日深夜）
『NHK高校講座ライブラリー』休止時は1時間半繰り上げ。